# Lispe simonyii
Lispe simonyii är en tvåvingeart som först beskrevs av Becker 1910.  Lispe simonyii ingår i släktet Lispe och familjen husflugor. Inga underarter finns listade i Catalogue of Life.